# Avoca (Nebraska)
Pour les articles homonymes, voir Avoca.

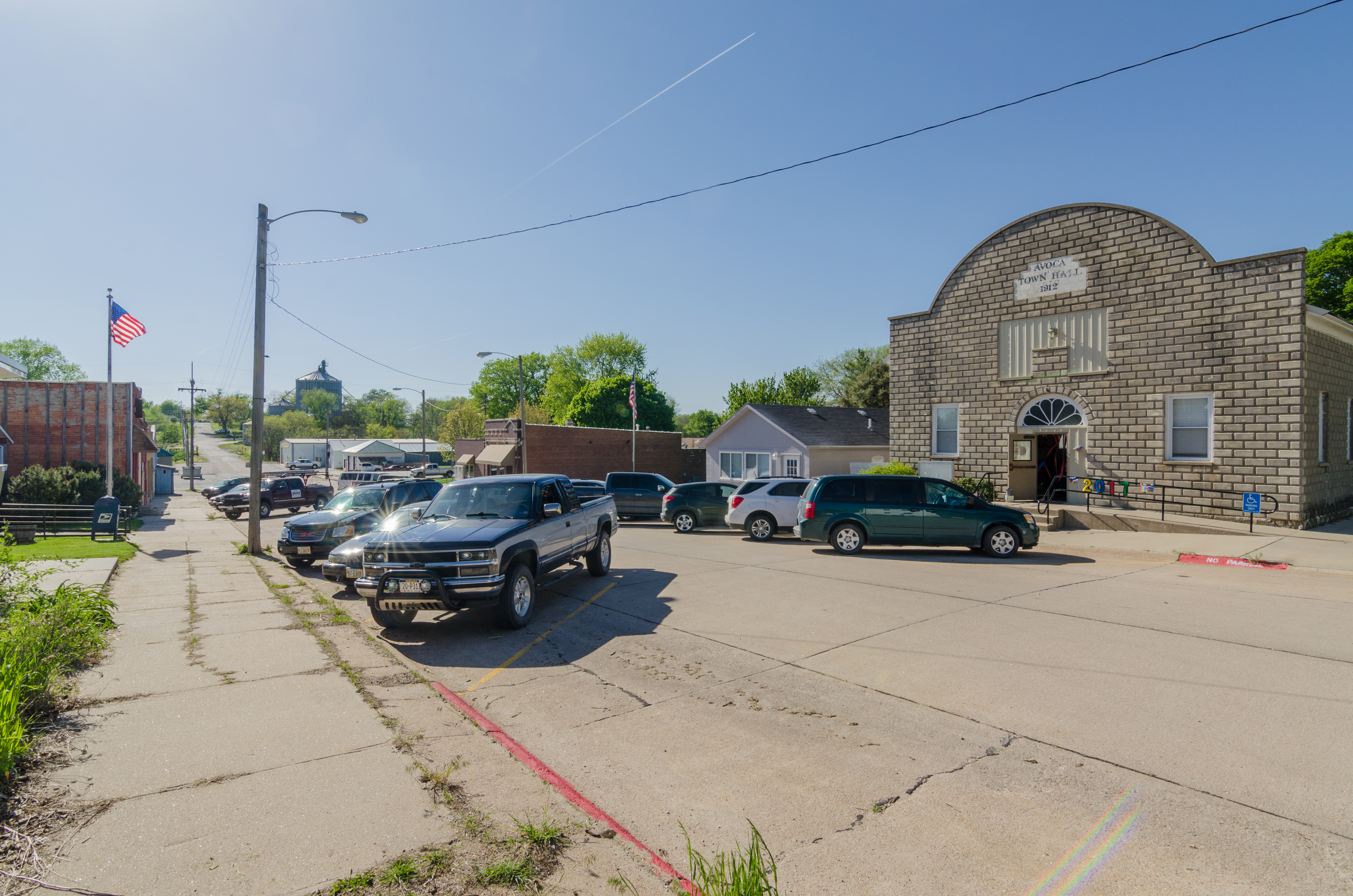
Centre du village.

Avoca est un village du comté de Cass (Nebraska), aux États-Unis. Sa population était de 242 habitants au recensement de 2010.

## Histoire
Avoca est inscrit au cadastre en 1882 quand une nouvelle ligne de chemin de fer atteint la zone. Le village est nommé d'après le fleuve Avoca en Irlande, car les premiers colons étaient originaires de la région. Ils construisirent l'église catholique de la Sainte-Trinité.